# مها الدوري
مها عادل مهدي الدوري نائبة في البرلمان العراقي عن كتلة الأحرار التابعة للتيار الصدري في مجلس النواب العراقي ومحاضرة جامعية في علم الأحياء والبيطرة، ولدت في يوم 7 أيلول 1973 في مدينة بغداد في العراق أصبحت نائبة من سنة 2006 إلى 2010 وثم أعيد انتخابها في 2010 وفي 2014 تم إبعادها عن المنافسة في الانتخابات، أشتهرت في البرلمان وفي وسائل الإعلام عن مهاجمتها لدولة القانون ورئيسها نوري المالكي. وفقاً لموقع المسلّة الإخباري، فإن مها الدوري «تنحدر من عائلة كانت تسكن منطقة الدور قبل أن ينتقل أسلافها القريبون إلى بغداد..»، وذُكر أيضاً أنها تحوّلت إلى المذهب الشيعي. قالت جريدة المدى في يوم 21 نيسان سنة 2010 عن مها الدوري إن «والدها سني من الدور من محافظة صلاح الدين وأمها شيعية من محافظة العمارة».

## مهنتها
قالت مها في مقابلة مع جريدة المدى في يوم 21 نيسان سنة 2010 «تخرجتُ في كلية الطب البيطري جامعة بغداد، في عام 1996 ولكوني من العشرة الاوائل قبلت في كلية الطب الجامعة المستنصرية للدراسة على شهادة الماجستير فرع الاحياء المجهرية حيث حصلت عليها في عام 1999 وعينت بمنصب مدرس مساعد في كلية طب الاسنان، الجامعة المستنصرية حيث درست فيها، مادة الاحياء المجهرية، والبايولوجي، وكذلك مادة الكيمياء السريرية، ودخلت كطالبة دكتوراه في كلية الطب جامعة بغداد، بعدها تم فصلي سياسياً، غادرت ارض الوطن إلى سوريا، في عام 2002، ثم توجهت إلى اليمن وقمت بالتدريس في جامعاتها، وبالتحديد في كلية الطب جامعة إب وكذلك كلية العلوم والطب البيطري والزراعة، تمت اعادتي ضمن المفصولين السياسيين في بداية عام 2005، بعد عودتي إلى العراق حيث تمت إعادة تعييني ضمن المفصولين السياسيين بقرار من وزارة التعليم العالي على ملاك كلية طب الاسنان».